# Chambre de commerce et d'industrie du Jura
La chambre de commerce et d'industrie du Jura est la CCI du département du Jura. Son siège est à Lons-le-Saunier au 33, place de la comédie.
Elle possède une antenne à Dole et fait partie de la chambre de commerce et d'industrie de région Bourgogne-Franche-Comté.

## Missions
À ce titre, elle est un organisme chargé de représenter les intérêts des entreprises commerciales, industrielles et de service du Jura et de leur apporter certains services. Elle représente ainsi près de 9 000 entreprises. C'est un établissement public qui gère en outre des équipements au profit de ces entreprises.
Comme toutes les CCI, elle est placée sous la double tutelle du Ministère de l'Industrie, du Commerce et de l'Artisanat.

### Service aux entreprises
- Centre de formalités des entreprises
- Assistance technique au commerce
- Assistance technique à l'industrie
- Assistance technique aux entreprises de service
- Point A (apprentissage)

### Gestion d'équipements
- Aéroport de Dole - Tavaux jusqu'en 2020
- Port

### Centres de formation
- CFA du Jura
- Magestic, Institut supérieur de formation du Jura

## Pour approfondir